# Europsko prvenstvo u rukometu Španjolska, Portugal i Švicarska – 2028.
Europsko prvenstvo u rukometu 2028. je osamnaesto europsko prvenstvo u rukometu.

## Domaćinstvo
Zanimanje za biti domaćinom ovog prvenstva iskazale su Hrvatska, Francuska, Švicarska, Švedska, Belgija, Estonija te zajednički Norveška i Danska, odnosno Portugal i Španjolska.
Za domaćina su izabrane Španjolska, Portugal i Švicarska 20. studenoga 2021. godine.